# Јеншвалде
Јеншвалде или Јаншојце (њем. Jänschwalde, длсрп. Janšojce) општина је у њемачкој савезној држави Бранденбург. Једно је од 30 општинских средишта округа Шпре-Најсе. Према процјени из 2010. у општини је живјело 1.828 становника. Посједује регионалну шифру (AGS) 12071193.

## Географски и демографски подаци
Јеншвалде се налази у савезној држави Бранденбург у округу Шпре-Најсе. Општина се налази на надморској висини од 62 метра. Површина општине износи 81,3 km². У самом мјесту је, према процјени из 2010. године, живјело 1.828 становника. Просјечна густина становништва износи 22 становника/km².